# ایهار خملیوک
ایهار خملیوک (بلاروسی: Ігар Хмелюк؛ زادهٔ ۲۷ ژانویهٔ ۱۹۹۰) بازیکن فوتبال اهل بلاروس است.
از باشگاه‌هایی که در آن بازی کرده‌است می‌توان به باشگاه فوتبال مینسک و باشگاه فوتبال مینسک-۲ اشاره کرد.